# 内田潤
内田 潤（うちだ じゅん、1977年10月14日 - ）は、兵庫県尼崎市出身の元プロサッカー選手、サッカー指導者。現役時代の主なポジションは右サイドバックで、左サイドバック、センターバック、ボランチもこなすユーティリティープレーヤーだった。

## 来歴
ユース時代は桐蔭学園高校、駒澤大学に所属。
2000年に鹿島アントラーズに入団し、2000年・2001年のJ1リーグ2連覇を経験するが、鹿島時代は満足な出場機会を得られず、2006年6月よりアルビレックス新潟へ完全移籍。2008年から2010年まで選手会長を務めた。
2013年11月18日に新潟との契約満了が、同年12月30日には現役引退とアカデミーコーチ就任が発表された。
7年半を過ごした新潟での人気は高く、2013年から2014年にかけて行われた新潟J1昇格10周年記念のファン投票で「夢のイレブン」に選出されている。
2014年から新潟のサッカースクールコーチとして指導者のキャリアをスタートさせた。2016年9月27日にトップチームの吉田達磨監督が退任し、コーチを務めていた北嶋秀朗、安田好隆も共に退任したことに伴い、後任の片渕浩一郎監督のもとトップチームのコーチに就任し、同シーズン終了まで務めた。2017年からは新潟U-15のコーチに就任したが、同年5月にトップチームの三浦文丈監督が休養し、コーチだった片渕が暫定監督に就任したことに伴い、トップチームのコーチに再度就任した。呂比須ワグナーが監督にしてからはU-15コーチに復帰した。翌2018年からはU-15の監督に就任し、2020年4月をもって退任したが、同年6月1日にU-15のアドバイザーとして再契約された。2021年よりU-15監督に復帰しアカデミーダイレクターを兼任することとなった。

## 所属クラブ
ユース経歴
- 尼崎南サッカースポーツ少年団
- 大庄東中学校（兵庫県）
- 桐蔭学園高校
- 駒澤大学

プロ経歴
- 2000年 - 2006年6月 鹿島アントラーズ
- 2006年6月 - 2013年 アルビレックス新潟

## 個人成績
| 国内大会個人成績 | 国内大会個人成績 | 国内大会個人成績 | 国内大会個人成績 | 国内大会個人成績 | 国内大会個人成績 | 国内大会個人成績 | 国内大会個人成績 | 国内大会個人成績 | 国内大会個人成績 | 国内大会個人成績 | 国内大会個人成績 |
| 年度             | クラブ           | 背番号           | リーグ           | リーグ戦         | リーグ戦         | リーグ杯         | リーグ杯         | オープン杯       | オープン杯       | 期間通算         | 期間通算         |
| 年度             | クラブ           | 背番号           | リーグ           | 出場             | 得点             | 出場             | 得点             | 出場             | 得点             | 出場             | 得点             |
| 日本             | 日本             | 日本             | 日本             | リーグ戦         | リーグ戦         | リーグ杯         | リーグ杯         | 天皇杯           | 天皇杯           | 期間通算         | 期間通算         |
| ---------------- | ---------------- | ---------------- | ---------------- | ---------------- | ---------------- | ---------------- | ---------------- | ---------------- | ---------------- | ---------------- | ---------------- |
| 2000             | 鹿島             | 23               | J1               | 8                | 0                | 2                | 0                | 1                | 0                | 11               | 0                |
| 2001             | 鹿島             | 17               | J1               | 9                | 0                | 0                | 0                | 1                | 0                | 10               | 0                |
| 2002             | 鹿島             | 17               | J1               | 20               | 1                | 9                | 0                | 2                | 0                | 31               | 1                |
| 2003             | 鹿島             | 17               | J1               | 6                | 0                | 3                | 0                | 4                | 0                | 13               | 0                |
| 2004             | 鹿島             | 17               | J1               | 17               | 0                | 4                | 0                | 0                | 0                | 21               | 0                |
| 2005             | 鹿島             | 17               | J1               | 17               | 0                | 5                | 0                | 1                | 0                | 23               | 0                |
| 2006             | 鹿島             | 17               | J1               | 0                | 0                | 0                | 0                | -                | -                | 0                | 0                |
| 2006             | 新潟             | 17               | J1               | 14               | 1                | -                | -                | 2                | 0                | 16               | 1                |
| 2007             | 新潟             | 17               | J1               | 30               | 2                | 5                | 0                | 1                | 0                | 36               | 2                |
| 2008             | 新潟             | 17               | J1               | 33               | 2                | 6                | 0                | 2                | 1                | 41               | 3                |
| 2009             | 新潟             | 17               | J1               | 32               | 0                | 3                | 0                | 3                | 0                | 38               | 0                |
| 2010             | 新潟             | 17               | J1               | 18               | 0                | 4                | 0                | 3                | 0                | 24               | 0                |
| 2011             | 新潟             | 17               | J1               | 5                | 0                | 1                | 0                | 1                | 1                | 7                | 1                |
| 2012             | 新潟             | 17               | J1               | 5                | 0                | 1                | 0                | 0                | 0                | 6                | 0                |
| 2013             | 新潟             | 17               | J1               | 7                | 0                | 2                | 0                | 0                | 0                | 9                | 0                |
| 通算             | 日本             | 日本             | J1               | 221              | 6                | 45               | 0                | 21               | 2                | 287              | 8                |
| 総通算           | 総通算           | 総通算           | 総通算           | 221              | 6                | 45               | 0                | 21               | 2                | 287              | 8                |

- リーグ戦デビュー：2000年5月27日 京都パープルサンガ戦
- リーグ戦初得点：2002年10月23日 浦和レッドダイヤモンズ戦

## 指導歴
- 2014年 - アルビレックス新潟
  - 2014年 - 2016年 サッカースクール コーチ
  - 2016年9月 - 12月 トップチームコーチ
  - 2017年 U-15コーチ
  - 2017年5月 - 同年6月 トップチームコーチ
  - 2018年 - 2020年4月 U-15監督
  - 2020年6月 - 同年12月 U-15アドバイザー
  - 2021年 - 2022年 アカデミーダイレクター 兼 HoC
  - 2022年 - 2023年 アカデミーダイレクター 兼 U-15監督 兼 HoC
  - 2023年 - 2024年 U-18監督 兼 HoC